# Hiroki Akino
Hiroki Akino (秋野 央樹 Akino Hiroki?, Inzai, Chiba, 8 de octubre de 1994) es un futbolista japonés que se desempeña como centrocampista en el Avispa Fukuoka de la J1 League.

## Trayectoria

### Clubes
| Club                      | País  | Año       |
| ------------------------- | ----- | --------- |
| Kashiwa Reysol            | Japón | 2013-2018 |
| J. League sub-22 (cedido) | Japón | 2014-2015 |
| Shonan Bellmare (cedido)  | Japón | 2017-2018 |
| Shonan Bellmare           | Japón | 2019      |
| V-Varen Nagasaki (cedido) | Japón | 2019      |
| V-Varen Nagasaki          | Japón | 2020-2024 |
| Avispa Fukuoka            | Japón | 2025-     |

## Palmarés

### Títulos nacionales
| Título         | Club            | País  | Año  |
| -------------- | --------------- | ----- | ---- |
| Copa J. League | Kashiwa Reysol  | Japón | 2013 |
| J2 League      | Shonan Bellmare | Japón | 2017 |
| Copa J. League | Shonan Bellmare | Japón | 2018 |

### Títulos internacionales
| Título           | Club (*)       | Sede    | Año  |
| ---------------- | -------------- | ------- | ---- |
| Copa Suruga Bank | Kashiwa Reysol | Kashiwa | 2014 |

(*) Incluyendo la selección.